# VOX (canal de televisión)
VOX es un canal de televisión de Alemania, que emite para todo el país y pertenece al Grupo RTL. A diferencia de otras emisoras de la misma empresa, el perfil de la programación de VOX presenta un mayor número de espacios divulgativos y de entretenimiento.

## Historia
VOX comenzó sus emisiones el 25 de enero de 1993, y decidió apostar por una programación con espacios informativos y documentales. Oficialmente el proyecto del nuevo canal se conoció como Westschienenkanal (cadena del Oeste), pero en mayo de 1992 recibió el nombre comercial de VOX. A pesar de la publicidad realizada para dar a conocer el canal, durante sus primeros meses de existencia no obtuvo la audiencia deseada. En otoño de 1993, VOX cambió radicalmente su programación, apostando por una mayor inclusión de series y programas estadounidenses que en su mayoría ya habían sido emitidos en otras cadenas del país. Pero la situación no mejoró, y en abril de 1994 llegó a anunciarse la liquidación de la empresa tras no encontrarse nuevos inversores interesados en comprar el canal.
En noviembre de 1994 una empresa subsidiaria de News Corporation, propiedad de Rupert Murdoch, se hizo con el 49,9% de las acciones de VOX. Por otra parte, Canal+ llegó a comprar un paquete del 24,9% mientras que una subsidiaria de Bertelsmann mantuvo su 24,9% restante. La nueva dirección pasó a hacer una fuerte apuesta por el entretenimiento, con una importante presencia de estrenos de 20th Century Fox en el prime time. Pero también se mantuvieron espacios divulgativos que mantenían el espíritu del canal original, como documentales de naturaleza o programas de viajes. Con ese esquema, VOX consiguió hacerse un hueco en el mercado de la televisión alemana.
En 1999 se produjo un cambio accionarial, cuando RTL Group se hace con el 24,9% de las acciones que pertenecían a Canal+ y Bertelsmann compra el paquete perteneciente a Murdoch, por lo que VOX pasa a ser uno de los canales de RTL en Alemania. El entretenimiento ganó una presencia aún mayor en la parrilla, aunque VOX mantiene un enfoque más elevado y un target distinto al de los otros canales de RTL: RTL Television (generalista) y RTL II (juvenil).
Comenzó a emitir en alta definición (HD) en julio de 2009 a través del satélite SES Astra.

## Programas
- X Factor
- Das perfekte Model
- Das perfekte Dinner
- Daniela Katzenberger-natürlich blond
- Goodby Deutschland
- Auf und davon
- Prominent!
- mieten, kaufen, wohnen

## Identidad Visual

Logo antiguo
Logo en 1994
Logo actual desde el 11 de septiembre de 2013
Logo actual de VOX en HD desde 2013

## Audiencias
La media de edad de los espectadores de VOX se encuentra entre los 48,6 años y el canal es actualmente el quinto más visto de Alemania con los siguientes datos de cuota de pantalla.
|      | Enero | Febrero | Marzo | Abril | Mayo  | Junio | Julio | Agosto | Septiembre | Octubre | Noviembre | Diciembre | Media Anual |
| ---- | ----- | ------- | ----- | ----- | ----- | ----- | ----- | ------ | ---------- | ------- | --------- | --------- | ----------- |
| 2011 | 5,3 % | 5,6 %   | 5,4 % | 5,5 % | 5,7 % | 5,7 % | 5,7 % | 5,8 %  | 5,7 %      | 5,5 %   | 5,6 %     | 5,3 %     | 5,6 %       |
| 2012 | 5,6 % | 5,7 %   | 5,6 % | 5,7 % | 5,7 % | 5,3%  | 5,9 % | 6,1 %  | 6,2 %      | 6,0 %   | 6,0 %     | 5,6 %     | 5,8 %       |
| 2013 | 5,8 % | 5,9 %   | 5,9 % | 5,7 % | 5,5 % | 5,6 % | 5,4 % | 5,3 %  | 5,6 %      | 5,6 %   | 5,5 %     | 5,2 %     | 5,6 %       |
| 2014 | 5,1 % | 4,9 %   | 5,4 % | 5,5 % | 5,4 % | 4,5 % | 4,8 % | 5,4 %  | 5,6 %      | 5,5 %   | 5,4 %     | 5,1 %     | 5,2 %       |
| 2015 | 5,0 % | 5,1 %   | 4,9 % | 5,1 % | 5,2 % | 4,9 % | 4,8 % | 4,9 %  | 5,2 %      | 5,2 %   | 5,2 %     | 5,2 %     | 5,1 %       |
| 2016 | 4,7 % | 5,2 %   | 5,2 % | 5,4 % | 5,3 % | 4,6 % | 5,0 % | 5,0 %  | 5,6 %      | 5,8 %   | 5,5 %     | 5,1 %     | 5,2 %       |
| 2017 | 5,0 % | 5,3 %   | 5,4 % | 5,1 % | 5,1 % | 5,1 % | 5,1 % | 5,0 %  | 5,1 %      | 5,2 %   | 5,2 %     | 4,7 %     | 5,1 %       |
| 2018 | 4,9 % | 4,8 %   | 5,0 % | 5,0 % | 4,6 % | 4,4 % | 4,6 % | 4,5 %  | 4,1 %      | 4,8 %   |           |           |             |

Fuente : Fuente : Kommission zur Ermittlung der Konzentration im Medienbereich (KEK)
Leyenda :
Fondo verde : Mejor resultado histórico.
Fondo rojo : Peor resultado histórico.